# Mateus Brunetti
Mateus Brunetti Valor (San Paolo, 18 novembre 1999) è un calciatore brasiliano, difensore del DAC Dunajská Streda.

## Carriera
Nella stagione 2017 ha fatto parte della rosa della Portuguesa, con la quale tuttavia non è mai sceso in campo. In seguito è entrato a far parte del settore giovanile del Figueirense. Esordisce in prima squadra il 17 gennaio 2019, in occasione dell'incontro del Campionato Catarinense vinto per 0-1 contro il Criciúma; l'11 maggio seguente, invece, debutta tra i professionisti, disputando l'incontro del Campeonato Brasileiro Série B pareggiato per 0-0 contro lo Sport Recife.
Nel gennaio 2021, viene acquistato dal DAC Dunajská Streda. Inizialmente relegato in panchina, farà il suo esordio con la squadra slovacca solamente il 22 luglio successivo, nel match d'andata del secondo turno preliminare di Europa Conference League perso per 1-0 contro i serbi del Partizan. Tre giorni dopo bagna anche il suo esordio in campionato, nella sconfitta per 4-1 contro lo Zemplín Michalovce.

## Statistiche

### Presenze e reti nei club
Statistiche aggiornate al 4 agosto 2022.
| Stagione           | Squadra             | Campionato         | Campionato | Campionato | Coppe nazionali | Coppe nazionali | Coppe nazionali | Coppe continentali | Coppe continentali | Coppe continentali | Altre coppe | Altre coppe | Altre coppe | Totale | Totale |
| Stagione           | Squadra             | Comp               | Pres       | Reti       | Comp            | Pres            | Reti            | Comp               | Pres               | Reti               | Comp        | Pres        | Reti        | Pres   | Reti   |
| ------------------ | ------------------- | ------------------ | ---------- | ---------- | --------------- | --------------- | --------------- | ------------------ | ------------------ | ------------------ | ----------- | ----------- | ----------- | ------ | ------ |
| 2019               | Figueirense         | PD/SC+B            | 8+2        | 0          | CB              | 0               | 0               |                    | -                  | -                  |             | -           | -           | 10     | 0      |
| 2020               | Figueirense         | PD/SC+B            | 5+15       | 0+1        | CB              | 3               | 0               |                    | -                  | -                  |             | -           | -           | 23     | 1      |
| Totale Figueirense | Totale Figueirense  | Totale Figueirense | 30         | 1          |                 | 3               | 0               |                    | -                  | -                  |             | -           | -           | 33     | 1      |
| gen.-giu. 2021     | DAC Dunajská Streda | SL                 | 0          | 0          | CS              | 0               | 0               | UEL                | -                  | -                  |             | -           | -           | 0      | 0      |
| 2021-2022          | DAC Dunajská Streda | SL                 | 15         | 0          | CS              | 2               | 1               | UECL               | 2                  | 0                  |             | -           | -           | 19     | 1      |
| 2022-2023          | DAC Dunajská Streda | SL                 | 3          | 0          | CS              | 0               | 0               | UECL               | 5                  | 0                  |             | -           | -           | 8      | 0      |
| Totale carriera    | Totale carriera     | Totale carriera    | 48         | 1          |                 | 5               | 1               |                    | 7                  | 0                  |             | -           | -           | 60     | 2      |